# Anton Pohl (Soldat)
Anton Pohl (geboren 7. Januar 1889 in Koper, Österreich-Ungarn; gestorben 28. November 1982 in Wien) war ein österreichischer Berufssoldat.

## Leben
Anton Pohl besuchte die Mittelschule in Linz. Er absolvierte danach die k.u.k. Technische Militärakademie in Mödling und wurde 1909 als Leutnant in das k.u.k. Eisenbahn- und Telegraphenregiment ausgemustert. Ab Oktober 1913 besuchte er den höheren Genie-Kursus in Wien. Bei Ausbruch des Ersten Weltkrieges wurde er als Oberleutnant in die Genie-Direktion nach Triest versetzt. Im Mai 1915 wurde er Genie-Stabsoffizier in der 7. Armee. Ab Oktober 1916 war er technischer Referent der 12. Infanterie-Division. Ab dem 1. Juni 1917 war er bei der Befestigungs-Baugruppe des XXIII. Armeekorps an der Isonzofront eingesetzt und ab dem 1. Januar 1918 war er Genie-Stabs-Offizier beim I. Armeekorps. Am 1. November 1918 wurde er in die Eisenbahn-Formation in Korneuburg übernommen.
Nach der Kapitulation im November 1918 wurde er zur Liquidation in das Eisenbahnbüro des Kriegsministeriums nach Wien versetzt und am 1. September 1920 in das Bundesheer der Republik Österreich übernommen. Pohl diente im technischen Bataillon 2 und bei Pioniereinheiten und wurde 1921 zum Major befördert. 1925 erhielt er den Titel „Ingenieur“. 1929 folgte seine Beförderung zum Oberstleutnant, und er wurde in das Alpenjäger-Regiment 7 versetzt.
Ab 1933 wurde Pohl im Rang eines Obersten als Adjutant des Staatssekretärs im Bundesministerium für Landesverteidigung tätig, das ihn im August 1935 als Militär- und Luftattaché mit der Vertretung in der Schweiz und im Deutschen Reich betraute. Kurz vor dem Anschluss Österreichs wurde Pohl am Jahresanfang 1938 noch zum Generalmajor befördert. Er wurde in die Wehrmacht übernommen, war aber von Ende 1938 bis 1940 ohne Verwendung. Im August 1940 wurde er reaktiviert und wurde Feldkommandant der Feldkommandantur 821 im besetzten Frankreich in Laon.
Beim Überfall auf die Sowjetunion wurde seine Feldkommandantur in den Osten verlegt. Am 25. Juni wurde Pohl als Feldkommandant im eroberten Kaunas eingesetzt. Am 29. Juni 1941 sorgte er dafür, dass die provisorische litauische Verwaltung in Kaunas unter Jurgis Bobelis ein Konzentrationslager für Juden einrichtete. Ende September 1941 wurde er aus disziplinarischen Gründen wegen Alkoholismus abgelöst, sein Nachfolger wurde Emil Just. Pohl schied im November 1941 aus der Wehrmacht aus.